# دارسي روز بايرنز
دارسي روز بايرنز (بالإنجليزية: Darcy Rose Byrnes)‏ هي ممثلة أمريكية، ولدت في 4 نوفمبر 1998 في بربانك في الولايات المتحدة.

## أعمال

### أفلام
- (2012) ألف كلمة[4]

### مسلسلات
- اسمي إيرل
- الإخوة والأخوات
- ربات بيوت يائسات
- شبح هامس
- كولد كيس
- كيف قابلت أمكما
- هاوس

## وصلات خارجية
- الموقع الرسمي
- دارسي روز بايرنز على موقع IMDb (الإنجليزية)
- دارسي روز بايرنز على موقع روتن توميتوز (الإنجليزية)
- دارسي روز بايرنز على موقع ألو سيني (الفرنسية)
- دارسي روز بايرنز على موقع أول موفي (الإنجليزية)
- دارسي روز بايرنز على موقع قاعدة بيانات الفيلم (الإنجليزية)
- دارسي روز بايرنز على موقع كينوبويسك (الروسية)